# السرب 109 (إسرائيل)
تشكل السرب 109 التابع للقوات الجوية الإسرائيلية، المعروف أيضاً باسم سرب الوادي (بالعبرية:טייסת העמק)، في يوليو 1951. ومنذ ذلك الحين عمل السرب بالمقاتلات القاذفة دي هافيلاند موسكيتو فئة (Mk.VI )ونظيرتها فئة (Mk XVI ) المستخدمة في عمليات الاستطلاع. وحالياً يُحلق السرب بطائرات إف-16 دي في قاعدة رمات ديفيد الجوية.
خلال حرب أكتوبر، خسر سرب الوادي 7 طيارين و 16 طائرة من أصل 26 كانت متاحة في بداية الحرب.

## وصلات خارجية
- Global Security Profile
- The Vally Squadron